# 热舞派对
热舞派对Online是北京完美时空网络技术有限公司开发的一款休闲网络游戏。目前在中国大陆展开營運。游戏模式酷似韩国网游劲舞团。
在台灣由遊戲橘子東遊玩子(以前名稱為台灣易吉網)代理，名為「愛舞炫」。

## 游戏特点
与完美世界一样，可以自由的设定人物脸型、身材等细节。

## 免费运营
完美时空公测后宣布热舞派对完全免费，即商城内物品不用现实货币购买。引来其竞争对手久游网的强烈不满。

## 外部連結
- 热舞派对官方網站 （页面存档备份，存于）